# Anatoli Jdanovitch
Pour les articles homonymes, voir Zdanovich.
Anatoli Viktorovitch Jdanovitch ou Zdanovich (en russe : Анатолий Викторович Жданович, transcrit en anglais Anatoliy Viktorovich Zhdanovich) est un biathlète soviétique, né le 23 décembre 1961 à Novossibirsk.

## Biographie
Jdanovitch fait ses débuts internationaux en Coupe du monde en 1986 à Oberhof, où il se classe troisième pour son premier podium individuel. Il gagne son premier relais en 1987 à Anterselva.
Aux Championnats du monde 1990, il est médaillé de bronze de l'individuel. Aux Championnats du monde 1991, il remporte avec l'Équipe unifiée la médaille de bronze de la course par équipes. Aux Championnats du monde 1992, il remporte cette fois l'or à la course par équipes en compagnie d'Evgeniy Redkin, Alexander Tropnikov et Aleksandr Popov à Novossibirsk.

## Palmarès

### Championnats du monde
| Nat. | Mondiaux \ Épreuve | individuel                | Sprint         | Relais         | Course par équipes               |
| URSS | 1987 Lake Placid   | 22e                       | -              | -              | Épreuve inexistante à cette date |
| URSS | 1990 Minsk Oslo    | Médaille de bronze, monde | -              | -              | 4e                               |
| URSS | 1991 Lahti         | -                         | -              | -              | Médaille de bronze, monde        |
| CEI  | 1992 Novossibirsk  | JO Albertville            | JO Albertville | JO Albertville | Médaille d'or, monde             |

Légende :

 : première place, médaille d'or

 : troisième place, médaille de bronze

 : épreuve inexistante

— : pas de participation à cette épreuve

### Coupe du monde
- Meilleur classement général : 11e en 1987 et 1990[1].
- 4 podiums individuels : 1 deuxième place et 3 troisièmes places.
- 2 victoires en relais et 3 par équipes.

## Distinction
- Maître émérite du sport de l'URSS